# Campeonato Uruguayo de Primera División 2024
Il Campionato Uruguayo de Primera División 2024 è stata la 121º edizione della massima serie del campionato di calcio uruguaiano, il 94º dal passaggio al professionismo. La stagione è iniziata il 10 febbraio ed è terminata il 2 dicembre 2024.
La squadra campione in carica era il Liverpool (M), che ha vinto il suo primo titolo nazionale nell'edizione 2023, mentre il titolo è stato vinto dal Peñarol, vincente di entrambi i periodi.

## Stagione

### Novità
Al termine della scorsa stagione sono stati retrocessi Montevideo City Torque, Plaza Colonia e La Luz, ultime tre classificate nella classifica del promedio della stagione 2023. Al loro posto sono stati promossi Miramar Misiones e Progreso, prime due classificate della Segunda División, insieme con Rampla Juniors, vincitore dei play-off.

### Formula
Come nella stagione 2023, il campionato è diviso in tre distinti periodi, Apertura, Intermedio e Clausura.
Per Apertura e Clausura, le 16 squadre partecipanti giocano un girone di sola andata, per un totale di 15 giornate per periodo, per decretare i campioni dei due periodi, mentre nel torneo intermedio le squadre sono divise in due gironi, ognuno da 8 partecipanti, che giocano un girone sola andata, per un totale di 7 giornate. Al termine di esse, le vincenti dei due gironi si qualificano per la finale, che in gara singola decreta la squadra campione del Torneo Intermedio.
Le vincenti dei due periodi e la squadra con il miglior piazzamento nella classifica aggregata (che tiene conto di tutti e tre i tornei disputati durante l'anno) si qualificano per la fase finale, con le vincenti dei periodi che giocano una semifinale, e la vincente delle due incontra in finale la miglior piazzata della classifica aggregata per decretare la squadra campione nazionale.
Le vincenti dei due periodi ottengono la qualificazione alla Coppa Libertadores 2025, insieme con le altre due squadre non campioni di periodo con il miglior piazzamento nella classifica complessiva, mentre altre quattro squadre in base alla classifica aggregata ottengono la qualificazione per la Coppa Sudamericana 2025. Le ultime tre classificate in base al promedio (la classifica ponderata che tiene conto delle ultime due stagioni) sono invece retrocesse in Segunda División.

## Squadre partecipanti
| Club                 | Città      | Stagione precedente                                          |
| -------------------- | ---------- | ------------------------------------------------------------ |
| Boston River         | Florida    | 15º in Apertura; 5º in Intermedio A; 8º in Clausura          |
| Cerro                | Montevideo | 9º in Apertura; 2º in Intermedio B; 14º in Clausura          |
| Cerro Largo          | Melo       | 4º in Apertura; 6º in Intermedio B; 12º in Clausura          |
| Danubio              | Montevideo | 13º in Apertura; 3º in Intermedio A; 5º in Clausura          |
| Defensor Sporting    | Montevideo | 3º in Apertura; finale di Intermedio; 6º in Clausura         |
| Dep. Maldonado       | Maldonado  | 8º in Apertura; 7º in Intermedio B; 11º in Clausura          |
| Fénix                | Montevideo | 16º in Apertura; 5º in Intermedio B; º in Clausura           |
| Liverpool (M)        | Montevideo | 5º in Apertura; campione di Intermedio; campione di Clausura |
| Miramar Misiones     | Montevideo | 1º in Segunda División                                       |
| Montevideo Wanderers | Montevideo | 6º in Apertura; 2º in Intermedio A; 15º in Clausura          |
| Nacional             | Montevideo | 2º in Apertura; 3º in Intermedio B; 4º in Clausura           |
| Peñarol              | Montevideo | Campione di Apertura; 4º in Intermedio A; 2º in Clausura     |
| Progreso             | Montevideo | 2º in Segunda División                                       |
| Racing Montevideo    | Montevideo | 14º in Apertura; 4º in Intermedio B; 3º in Clausura          |
| Rampla Juniors       | Montevideo | 6º in Segunda División - vincitore dei play-off              |
| River Plate (M)      | Montevideo | 7º in Apertura; 6º in Intermedio A; 10º in Clausura          |

## Apertura
Il torneo di Apertura, intitolato 100 años de la vuelta Olímpica, è iniziato il 16 febbraio ed è terminato il 26 maggio 2024.
|  | Pos. | Squadra              | Pt | G  | V  | N | P | GF | GS | DR  |
|  | ---- | -------------------- | -- | -- | -- | - | - | -- | -- | --- |
|  | 1.   | Peñarol              | 41 | 15 | 13 | 2 | 0 | 31 | 7  | +24 |
|  | 2.   | Nacional             | 34 | 15 | 10 | 4 | 1 | 31 | 16 | +15 |
|  | 3.   | Defensor Sporting    | 28 | 15 | 8  | 4 | 3 | 31 | 17 | +14 |
|  | 4.   | Boston River         | 27 | 15 | 8  | 3 | 4 | 21 | 17 | +4  |
|  | 5.   | Progreso             | 24 | 15 | 7  | 3 | 5 | 25 | 25 | 0   |
|  | 6.   | Cerro Largo          | 21 | 15 | 6  | 3 | 6 | 16 | 16 | 0   |
|  | 7.   | Racing Montevideo    | 19 | 15 | 5  | 4 | 6 | 22 | 22 | 0   |
|  | 8.   | Liverpool (M)        | 18 | 15 | 4  | 6 | 5 | 22 | 24 | -2  |
|  | 9.   | Montevideo Wanderers | 18 | 15 | 5  | 3 | 7 | 15 | 20 | -5  |
|  | 10.  | Cerro                | 17 | 15 | 4  | 5 | 6 | 19 | 25 | -6  |
|  | 11.  | Dep. Maldonado       | 15 | 15 | 4  | 3 | 8 | 14 | 19 | -5  |
|  | 12.  | Rampla Juniors       | 15 | 15 | 4  | 3 | 8 | 15 | 27 | -12 |
|  | 13.  | River Plate (M)      | 14 | 15 | 3  | 5 | 7 | 20 | 25 | -5  |
|  | 14.  | Danubio              | 14 | 15 | 3  | 5 | 7 | 13 | 19 | -6  |
|  | 15.  | Fénix                | 13 | 15 | 3  | 4 | 8 | 11 | 17 | -6  |
|  | 16.  | Miramar Misiones     | 11 | 15 | 2  | 5 | 8 | 18 | 28 | -10 |

Legenda:
      Campione di Apertura e qualificata per la Fase finale.

## Torneo intermedio
Il torneo Intermedio, dedicato ad Atilio Narancio, è iniziato l'8 giugno per terminare il 4 agosto.

### Girone 1
|  | Pos. | Squadra              | Pt | G | V | N | P | GF | GS | DR |
|  | ---- | -------------------- | -- | - | - | - | - | -- | -- | -- |
|  | 1.   | Peñarol              | 14 | 7 | 4 | 2 | 1 | 10 | 5  | +5 |
|  | 2.   | Montevideo Wanderers | 13 | 7 | 4 | 1 | 2 | 11 | 9  | +2 |
|  | 3.   | Defensor Sporting    | 11 | 7 | 3 | 2 | 2 | 7  | 5  | +2 |
|  | 4.   | Fénix                | 10 | 7 | 3 | 1 | 3 | 10 | 9  | +1 |
|  | 5.   | River Plate (M)      | 8  | 7 | 2 | 2 | 3 | 8  | 9  | -1 |
|  | 6.   | Progreso             | 8  | 7 | 2 | 2 | 3 | 8  | 11 | -3 |
|  | 7.   | Racing Montevideo    | 6  | 7 | 1 | 3 | 3 | 8  | 10 | -2 |
|  | 8.   | Dep. Maldonado       | 6  | 7 | 1 | 3 | 3 | 5  | 9  | -4 |

Legenda:
      Qualificata per la finale.

### Girone 2
|  | Pos. | Squadra          | Pt | G | V | N | P | GF | GS | DR  |
|  | ---- | ---------------- | -- | - | - | - | - | -- | -- | --- |
|  | 1.   | Nacional         | 16 | 7 | 5 | 1 | 1 | 18 | 5  | +13 |
|  | 2.   | Danubio          | 14 | 7 | 4 | 2 | 1 | 11 | 11 | 0   |
|  | 3.   | Cerro Largo      | 11 | 7 | 3 | 2 | 2 | 6  | 7  | -1  |
|  | 4.   | Cerro            | 10 | 7 | 3 | 1 | 3 | 8  | 5  | +3  |
|  | 5.   | Miramar Misiones | 10 | 7 | 3 | 1 | 3 | 7  | 10 | -3  |
|  | 6.   | Rampla Juniors   | 8  | 7 | 2 | 2 | 3 | 8  | 12 | -4  |
|  | 7.   | Boston River     | 7  | 7 | 2 | 1 | 4 | 6  | 8  | -2  |
|  | 8.   | Liverpool (M)    | 3  | 7 | 1 | 0 | 6 | 4  | 10 | -6  |

Legenda:
      Qualificata per la finale.

### Finale
| Arbitro: | Ostojich |

|                                                                                  |                      | |
| Petit 79’                                                                        | Marcatori            | 34’ L. Fernández                                                                                    |
| Polenta Petit Pereyra Recoba Castro Lozano G. López S. Coates Báez Mejía Polenta | Tiri di rigore 8 – 7 | L. Fernández G. Rodríguez D. Sosa Rossi Aguerre Coelho D. García Olivera Méndez Mayada L. Fernández |

## Clausura
Il torneo di Clausura, dedicato a José Nasazzi, è iniziato il 16 agosto ed è terminato il 2 dicembre 2024.
|  | Pos. | Squadra              | Pt | G  | V  | N | P  | GF | GS | DR  |
|  | ---- | -------------------- | -- | -- | -- | - | -- | -- | -- | --- |
|  | 1.   | Peñarol              | 38 | 15 | 12 | 2 | 1  | 32 | 5  | +27 |
|  | 2.   | Nacional             | 36 | 15 | 11 | 3 | 1  | 37 | 11 | +26 |
|  | 3.   | Racing Montevideo    | 27 | 15 | 7  | 6 | 2  | 16 | 10 | +6  |
|  | 4.   | Boston River         | 26 | 15 | 8  | 2 | 5  | 19 | 15 | +4  |
|  | 5.   | Danubio              | 25 | 15 | 6  | 7 | 2  | 14 | 7  | +7  |
|  | 6.   | Cerro Largo          | 22 | 15 | 6  | 4 | 5  | 15 | 11 | +4  |
|  | 7.   | Defensor Sporting    | 20 | 15 | 5  | 5 | 5  | 17 | 17 | 0   |
|  | 8.   | Miramar Misiones     | 19 | 15 | 4  | 7 | 4  | 11 | 15 | -4  |
|  | 9.   | Liverpool (M)        | 18 | 15 | 4  | 6 | 5  | 15 | 16 | -1  |
|  | 10.  | River Plate (M)      | 18 | 15 | 5  | 3 | 7  | 15 | 20 | -5  |
|  | 11.  | Montevideo Wanderers | 17 | 15 | 4  | 5 | 6  | 15 | 20 | -5  |
|  | 12.  | Rampla Juniors       | 16 | 15 | 4  | 4 | 7  | 12 | 19 | -7  |
|  | 13.  | Fénix                | 14 | 15 | 4  | 2 | 9  | 14 | 28 | -14 |
|  | 14.  | Cerro                | 12 | 15 | 2  | 6 | 7  | 9  | 20 | -11 |
|  | 15.  | Dep. Maldonado       | 9  | 15 | 2  | 3 | 10 | 12 | 24 | -12 |
|  | 16.  | Progreso             | 8  | 15 | 1  | 5 | 9  | 9  | 24 | -15 |

Legenda:
      Campione di Clausura e qualificata per la Fase finale.

## Classifica finale
|  | Pos. | Squadra              | Pt | G  | V  | N | P  | GF | GS | DR  |
|  | ---- | -------------------- | -- | -- | -- | - | -- | -- | -- | --- |
|  | 1.   | Peñarol              | 93 | 37 | 12 | 2 | 1  | 32 | 5  | +27 |
|  | 2.   | Nacional             | 86 | 37 | 11 | 3 | 1  | 37 | 11 | +26 |
|  | 3.   | Boston River         | 60 | 37 | 8  | 2 | 5  | 19 | 15 | +4  |
|  | 4.   | Defensor Sporting    | 59 | 37 | 5  | 5 | 5  | 17 | 17 | 0   |
|  | 5.   | Cerro Largo          | 54 | 37 | 6  | 4 | 5  | 15 | 11 | +4  |
|  | 6.   | Danubio              | 53 | 37 | 6  | 7 | 2  | 14 | 7  | +7  |
|  | 7.   | Racing Montevideo    | 52 | 37 | 7  | 6 | 2  | 16 | 10 | +6  |
|  | 8.   | Montevideo Wanderers | 48 | 37 | 4  | 5 | 6  | 15 | 20 | -5  |
|  | 9.   | River Plate (M)      | 40 | 37 | 5  | 3 | 7  | 15 | 20 | -5  |
|  | 10.  | Miramar Misiones     | 40 | 37 | 4  | 7 | 4  | 11 | 15 | -4  |
|  | 11.  | Progreso             | 40 | 37 | 1  | 5 | 9  | 9  | 24 | -15 |
|  | 12.  | Liverpool (M)        | 39 | 37 | 4  | 6 | 5  | 15 | 16 | -1  |
|  | 13.  | Cerro                | 39 | 37 | 2  | 6 | 7  | 9  | 20 | -11 |
|  | 14.  | Rampla Juniors       | 39 | 37 | 4  | 4 | 7  | 12 | 19 | -7  |
|  | 15.  | Fénix                | 37 | 37 | 4  | 2 | 9  | 14 | 28 | -14 |
|  | 16.  | Dep. Maldonado       | 30 | 37 | 2  | 3 | 10 | 12 | 24 | -12 |

Legenda:
      Campione di Clausura e qualificata per la Fase finale.